# The Fabulous Thunderbirds
The Fabulous Thunderbirds es una banda de blues rock, formada en 1974. Después de tocar por la oscuridad en la zona de Austin, consiguieron un contrato de grabación con Chrysalis Records y más adelante con Arista Records.
La formación inicial contaba con Kim Wilson en la armónica y voz, Jimmie Vaughan en la guitarra, Keith Ferguson en el bajo y Mike Buck en la batería.

## Discografía

### Álbumes de estudio
- Girls Go Wild - (1979)
- What's the Word - (1980)
- Butt Rockin' - (1981)
- T-Bird Rhythm - (1982)
- Tuff Enuff - (1986)
- Hot Number - (1987)
- Powerful Stuff - (1989)
- Walk That Walk, Talk That Talk - (1991)
- Roll of the Dice - (1995)
- High Water - (1997)
- Painted On - (2005)
- Strong like that - (2016)

### Álbumes en vivo
- Live from London - (1985)
- Live - (2001)

### Compilaciones
- The Essential - (1991)
- Hot Stuff: The Greatest Hits - (1992)
- Wrap It Up - (1993)
- Different Tacos - (1996)
- Butt Rockin'/T-Bird Rhythm - (1996)
- Best of the Fabulous Thunderbirds - (1997)
- Tuff Enuff/Powerful Stuff - (1999)
- "Thunderbirds Tacos Deluxe" - (2003)

### Sencillos
- "Tuff Enuff" - (1986)
- "Wrap It Up" - (1986)
- "How Do You Spell Love" - (1987)
- "Powerful Stuff" - (1989)